# Noordelijke Oost-Formosaanse talen
De Noorderse talen vormen een taalfamilie van twee talen binnen de Oost-Formosaanse taalfamilie.

## Classificatie
- Austronesische talen (1268)
  - Oost-Formosaanse talen (5)
    - Noordelijke talen (2)

## Talen
- Basay
- Kavalaans

## Verspreiding van de sprekers
- Taiwan: 24; In de ranglijst van meest gesproken talen in Taiwan staat het Kavalaans als eerste Noordelijke taal op nummer 14, volgens de totalen van het aantal sprekers op nummer 15.